# Rákos (Huszti járás)
Rákos (ukránul: Ракош) falu Ukrajnában, Kárpátalján, a Huszti járásban. A település Visk községhez tartozik. 

## Fekvése
Visktől délnyugatra fekvő település.

## Története
Rákos a trianoni békeszerződésig a Magyar Királyság Máramaros vármegyéjének Huszti kerületéhez, majd Csehszlovákiához tartozott. 1945-től a Szovjetunió része lett, végül 1991-től Ukrajnához tartozik. Az ukrajnai közigazgatási reform során 2020. június 17-én Visk község tagja lett.
1963-ban nyolcosztályos általános iskola nyílt a településen, ez napjainkban I. és II. fokozatú képzést nyújtó általános iskolaként működik. A falu határában egy 120 fős befogadóképességű gyerek-üdülőtábor működik Sajan néven. A falu központjában könyvtár és kultúrház található.

## Népesség
Lakossága a 2001-es népszámlálás idején 1147 fő volt.